# Obfuscatie (software)
Obfuscatie in software engineering is het verwarren van broncode met als doel de code er anders uit te laten zien, en toch de functionaliteit van de code te behouden. Dit kan gedaan worden om verschillende redenen, waaronder het toepassen van security through obscurity, het bemoeilijken van reverse engineering, het voorkomen dat antivirussoftware kwaardaardige software detecteert aan de hand van het herkennen van de broncode en het tegengaan van piraterij. Het toepassen van obfuscatie van broncode gebeurt vaak via een geautomatiseerd programma, maar kan ook handmatig. 
Door de architectuur van talen zijn sommige talen makkelijker te obfusceren dan anderen. C, C++, en Perl zijn voorbeelden van talen die makkelijk te obfusceren zijn.  